# Liamorpha elegans
Espèce
Synonymes
- Chrysallida elegans (de Folin, 1870)
- Chrysallida pulchra Gaglini, 1992
- Mathilda elegans de Folin, 1870 (combinaison originale)
- Miralda elegans (de Folin, 1870)
- Pyrgulina sculptatissima Dautzenberg, 1912

Liamorpha elegans est une espèce de mollusques gastéropodes marins de l'ordre des Heterostropha et de la famille des Pyramidellidae. Elle est trouvée en Europe (Espagne, îles Baléares) et en Afrique du Nord.